# Sedgwickia
Sedgwickia là một chi rêu trong họ Lunulariaceae.